# Elefant de la Bastilla
L'elefant de la Bastilla, en francès: éléphant de la Bastille és un projecte ordenat per Napoleó I d'una font a París destinat a ornamentar la plaça de la Bastilla. Aquest projecte havia d'estar coronat per una estàtua colossal d'un elefant que portaria una mena de palanquí en forma de torre.

## Construcció
Dominique Vivant va rebre l'encàrrec de supervisar el projecte. Inicialment, Jacques Cellerier va ser escollit com a arquitecte i els treballs van començar el 1810 en les obres de terra, amb les voltes i les canonades subterrànies acabades el 1812. En aquest moment, Jean-Antoine Alavoine va ser escollit per substituir-lo i aviat es va completar la piscina principal. Alavoine, adonant-se de la necessitat de mostrar com seria l'obra acabada, va reclutar Pierre-Charles Bridan per crear un model a mida completa amb guix sobre un marc de fusta. Completat el 1814, la maqueta estava protegida per un guàrdia anomenat Levasseur que vivia en una de les potes de l'elefant.

## Demolició
La seva realització es va veure interrompuda per la caiguda de Napoleó III i va ser abandonat a partir de la Revolució de 1830 en profit de la columna de Juliol. Tan sols les infraestructures, la base i el sòcol de la font realitzades entre 1810 i 1830encara són visibles actualment i són la base de la columna de Juliol.
Els residents propers van començar a queixar-se que les rates habitaven dins l'elefant i buscaven menjar a les seves cases; i des de finals de la dècada de 1820, va sol·licitar l'enderroc. El model d'elefant no va ser eliminat fins al 1846, moment en què va mostrar un desgast considerable.

## Llegat
Mai va ser realitzada l'estàtua en bronze però se'n va fer un model en guix a escala natural l'any 1814 que no es va destruir fins a l'any 1846. Victor Hugo en fa una escena als Els Miserables posant en escena al jove Gavroche.